# Неологический иудаизм

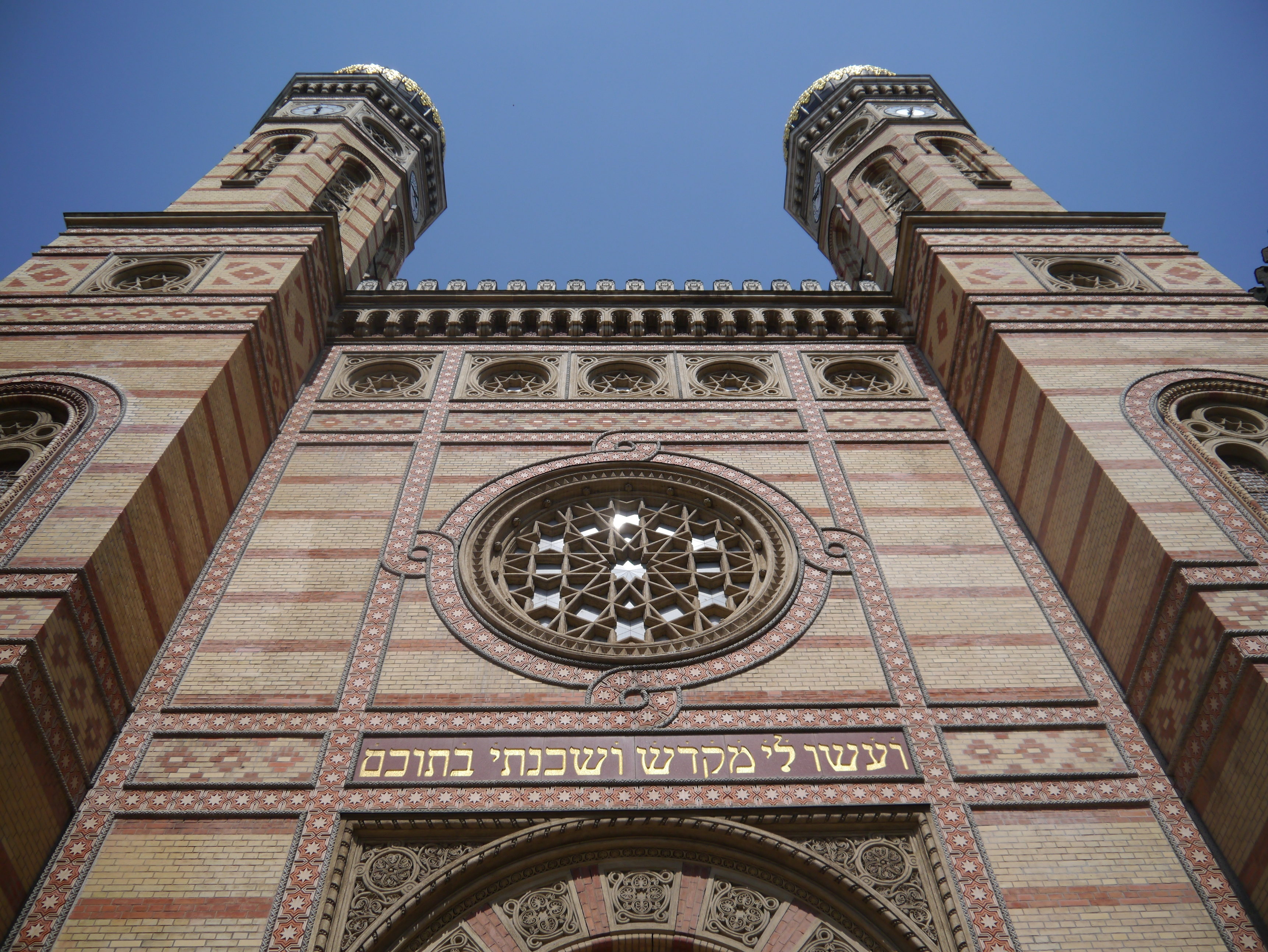
Неологическая Большая синагога на ул. Дохань в Будапеште — крупнейшая синагога Европы.

Неологический иудаизм (венг. neológ irányzat, «неологическое течение») — крупнейшее религиозное течение среди венгерских евреев, близкое консервативному иудаизму.
В социальном отношении изначально охватывало прежде всего городских ассимилированных евреев, представителей средних и верхних слоев общества, которые в период эмансипации в XIX веке были более склонны к либерализму, модернизму и интеграции в венгерское общество. В религиозном отношении движение испытало влияние позитивно-исторической школы Захарии Франкеля, давшей начало консервативному иудаизму.
Окончательный раскол между неологами и более консервативной, ортодоксальной частью венгерских евреев произошел после Венгерского еврейского конгресса 1868—1869 годов, который привел также к появлению групп «статус-кво анте», не поддержавших ни одну из сторон конфликта.
После раздела Венгрии в результате Трианонского договора ряд общин неологов остался в сопредельных странах.

## История

### Предпосылки
Первые попытки реформировать иудаизм в духе идей Просвещения, предпринятые в начале XIX века, мало повлияли на евреев Королевства Венгрии. Одним из первых сторонников перемен стал раввин Аарон Хорин из Арада. В труде «Эмек ха-шавэ» (1803) и последующих работах он отвергал «практическую каббаллу» и «Сефер ха-Зоар», наметил пути модернизации, соответствующей талмудическим принципам, и призывал отказаться от обычаев, которые считал примитивными предрассудками, например, плевать во время молитвы «Алейну». В 1818 году он стал одним из немногих раввинов, поддержавших первую реформистскую синагогу в Гамбурге. Его идеи не пользовались популярностью и вызвали гнев ортодоксальной части венгерского еврейства во главе с Моше Софером из Прессбурга. Неприятие идей Хорина было связано с социальной обособленностью еврейского населения страны, проживавшего в основном в сельской местности.
С началом в 1825 году эпохи реформ и в особенности после снятия в 1840 году практически всех ограничений на проживание произошла быстрая урбанизация и аккультурация евреев и начался процесс их ассимиляции, в частности, перехода с идиша на немецкий, а затем венгерский язык. Это привело к появлению факторов, подтолкнувших поколением ранее немецких евреев модернизировать обряд согласно новым эстетическим веяниям. Кроме того, венгерские либералы — в том числе Лайош Кошут — утверждали, что эмансипация евреев будет возможна только после их отказа от обычаев, препятствующих их полной интеграции. Как и в Германии, такой подход вызвал сопротивление и умеренных, и радикальных религиозных реформаторов, полагавших, что гражданские права не должны зависеть от каких-либо условий. В тот период начала проявляться четкая зависимость между образованностью и аккультурацией и поддержкой религиозных изменений: начался отход части евреев от традиции, например, соблюдения шаббата и некоторых правил кашрута.

### Формирование

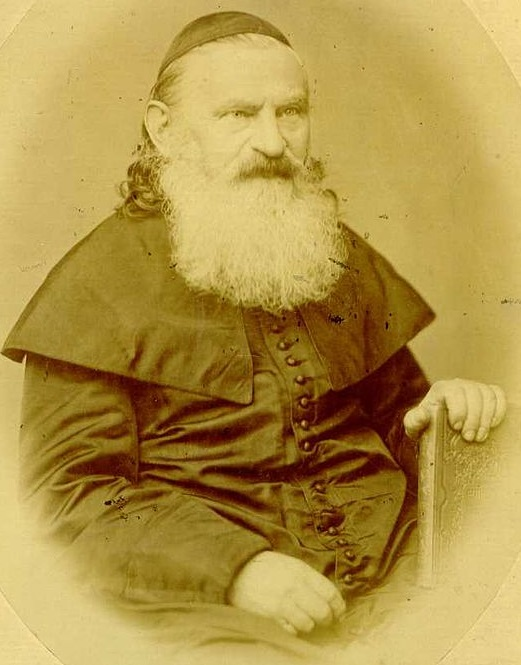
Раввин Леопольд Лёв.

В 1827 году молодой светский лидер еврейской общины Пешта Габриэль Ульман собрал миньян, молившийся по обряду венской синагоги. Ритуал был разработан Исааком Ноем Мангеймером, стремившимся внедрить эстетические изменения без нарушения прниципов, изложенных в «Шулхан арухе». Бима была расположена перед залом, как в церквях, хупу ставили в помещении, а не под открытым небом, молитвы сопровождал мужской хор, раввин произносил проповедь разговорным языком и был одет в сутану. К 1830 году пештский миньян вырос в полноценную синагогу. Новый обряд распространился и в другие крупные города и стал ключевым фактором возникновения «неологического» движения.
Само слово «неология» было впервые использовано венгерскими ортодоксами к концу 1860-х годов в период разногласий, связанных с проведением общенационального еврейского конгресса и было заимствовано у раввина Шимшона Рафаэля Гирша из Франкфурта, который называл так всех религиозных реформаторов. Впоследствии термин сохранил популярность только в Венгрии и стал ассоциироваться с конкретным движением.
В Венгрии раввины-интеллектуалы имели меньшее влияние, чем в германских государствах, поэтому новый обряд вводило руководство общин, менее склонное к радикализму и ограничивавшееся изменениями, которые немецкие прогрессивные евреи считали «косметическими». Среди теологов, применявших критический анализ к исследованию иудаизма и стремившихся модифицировать его на основе научных исследований, выделился раввин Леопольд Лёв, сторонник эмансипации и перехода евреев на венгерский язык и венгерскую национальную самоидентификацию — с 1844 года он первым начал читал проповеди по-венгерски. Однако даже он разделял взгляды Захарии Франкеля и считал его своим наставником наряду с Соломоном Иегудой Лейбом Рапопортом. Идеи Авраама Гейгера и других немецких основателей реформистского иудаизма практически не находили поддержки в Венгрии. Так, в 1845 году Шмуэль Сойфер рекомендовал Якову Эттлингеру обратиться к Лёву Шваббу — раввину Пешта, крупнейшего центра неологии и тестю Леопольда — с просьбой подписать петицию против конференций, проводимых Гейгером и его сторонниками. Леопольд Лёв поддержал и неудачную попытку Франкеля провести альтернативную конференцию в Дрездене.
Либеральные венгерские общины стремились приглашать в качестве раввинов выпускников Еврейской теологической семинарии в Бреслау, центра позитивно-исторической школы Франкеля, и основные усилия неологов были направлены на создание аналогичного учебного заведения в Венгрии. Один из выпускников той же семирании, связанный с неологией раввин Александр Кохут, впоследствии эмигрировал в США и основал в Нью-Йорке Еврейскую богословскую семинарию Америки. С неологическим движением были связаны многие раввины, участвовавшие в работе появившейся позже американской Объединённой синагоги консервативного иудаизма.

### Религиозная борьба

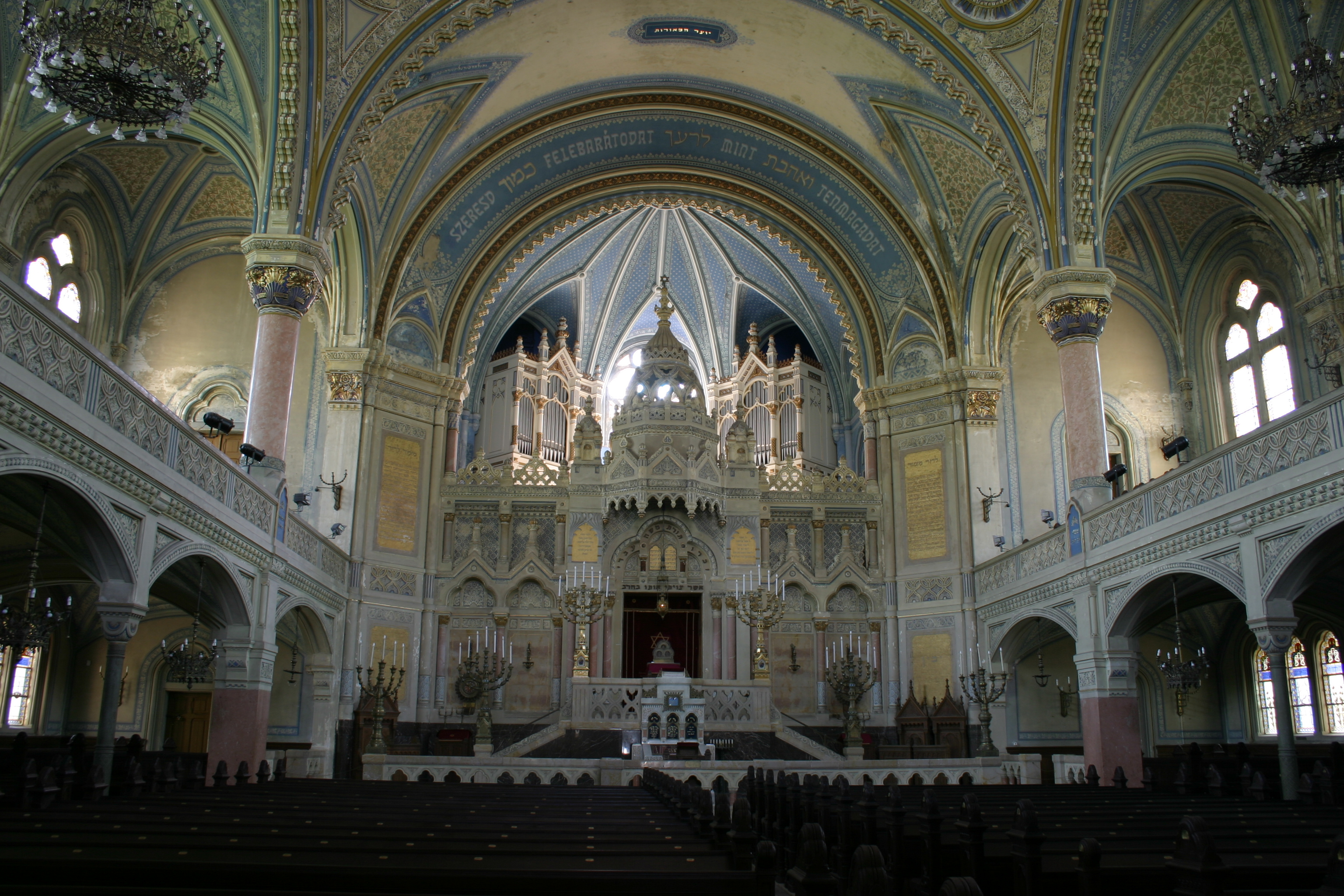
Зал Сегедской синагоги.

Во время революции 1848—1849 года Пештскую реформистскую ассоциацию возглавил Эде Хорн, ученик радикального немецкого раввина Самуила Гольдгейма. Он отменил обрезание и перенес шаббат на воскресенье. Это вызвало резкое осуждение со стороны Лёва и Швабба, потребовавших от властей закрыть организацию — после бегства Хорна из страны её возглавил Давид Эйнхорн — а также аналогичные группы, возникшие в период революции.
В 1851 году австрийские власти, не поддерживавшие ни радикалов Хорна, ни ортодоксов, потребовали выработать предложения по самоуправлению еврейского населения. Комитет под председательством Лёва составил проект общей конституции, предусматривавшей создание семинарии как единственного легального учебного заведения для подготовки раввинов. Целью авторов конституции было внедрение по всей стране уже практиковавшихся в Пеште эстетических нововведений, а также открытие в еврейских общинах государственных школ. Ассоциацию они определили как «аналогичный хасидизму культ», что привело к её ликвидации. Таким образом, уже на этапе становления сторонники неологии противилась изменениям религиозных правил в отношении шаббата и праздников, кашрута, брака и развода и в других сферах, однако отказывалась принуждать к их исполнению юридическими и общественными мерами воздействия. Ортодоксальная часть венгерского еврейства, в свою очередь, настаивала на сохранении негосударственного еврейского образования в хедерах и требовала от властей назначать раввинов с консервативными взглядами и наделить их полномочиями для борьбы с «ересью». Австрийцы закрыли пештскую ассоциацию, однако под давлением ортодоксов воздержались от внедрения конституции. Во многих общинах были созданы школы с обучением на немецком языке, которые в 1860 году были переведены на венгерский, значительно усилив процессы аккультурации. К моменту раскола 1868—1871 годов молодежь в значительной мере состояла из выпускников этих школ.
В области культуры сторонники неологии были склонны принимать мадьяризацию. Ортодоксальные евреи Оберланда в северо-западной части королевства были более расположены к немецкой культуре, а евреи Унтерланда на северо-востоке страны, ещё более консервативные и в наименьшей степени подвергшиеся аккультурации, продолжали говорить на идише. После Австро-венгерского компромисса 1867 года руководство ортодоксальных общин поддержало венгерский национализм, и к концу века большинство венгерских евреев, независимо от общинной принадлежности, считало себя «венграми веры израильской».

#### Неология и современная ортодоксия
В 1851 году перед Лёвом и его сторонниками встала новая проблема. Из Пруссии на пост раввина Айзенштадта прибыл представитель современной ортодоксии Азриэль Гильдесхаймер, привезя с собой философию «Тора ве дерех эрец». Сторонники неологии не воспринимали «старую ортодоксию» последователей Хатам Софера как конкурента за симпатии просвещенных евреев, однако Гильдесхаймер предлагал другой подход. В связи с этим, периодические издания неологов, особенно «Бен Хананья» Лёва, стали непрерывно выступать с критикой Гильдесхаймера и «чумы неоортодоксии», говоря о «мелком фасаде современности» и называя его школу «польской иешивой под другой вывеской».
Неологи и Гильдесхаймер регулярно проводили публичные диспуты, важнейший из которых состоялся в 1863 году после предъявления Генриху Грецу иска за то, что он отверг традиционное представление о человеческой природе Мессии. Событие произошло в период углубления раскола между современной ортодоксией в Германии и позитивно-исторической школой Захарии Франкеля — вышедший в 1859 году трактат последнего «Дархей ха-Мишна» («Пути Мишны») был жестко осужден Шимшоном Рафаэлем Гиршем. Гильдесхаймер, беспокоившийся, что общество не видит разницы между течениями в отношении соблюдения религиозных правил, использовал этот процесс, чтобы доказать существование догматической схизмы. Он побудил сотни раввинов подписать петицию против историка, обвиняя его в нарушении одной из Тринадцати основ веры Маймонида — веры в Мессию — и сомнениях в истинности Писания. Неологи, в свою очередь, встали на защиту Греца, заявляя, что этот инцидент доказывает отрицание Гильдесхаймером современной библеистики. К 1860-м годам конфликт между консервативными и либеральными течениями существовал во многих общинах.

### Раскол
В 1867 евреи в обретшей автономию Венгрии получили полные гражданские права. Поскольку отделения церкви от государства не произошло, все жители страны были обязаны принадлежать к одной из религиозных организаций, которые собирали собственные налоги и сохраняли различные полномочия, например, в сфере регистрации рождений и браков.
Совет пештской общины предложил сформировать общую представительную организацию всех венгерских евреев. Либеральная организация, созданная на конгрессе 1868 года в Пеште, стала называться Национальным еврейским бюро, а за её членами с того момента неофициально закрепилось название «неологи» и «конгрессовые» евреи.
Ортодоксы отнеслись к этому предложению с подозрительностью, видя в нём заговор неологов — термин к тому времени успел войти в ортодоксальный дискурс — и в итоге вышли из учредительного конгресса нового органа, образовав собственную организацию, официально признанную 1871 году.
Большинство либеральных общин, которые обычно приглашали раввинов со схожими взглядами, присоединились к первой организации, консервативные в религиозном отношении общины встали на сторону ортодоксов. Некоторые общины — как либеральные, так и консервативные — предпочли сохранить независимость, образовав движение «статус-кво анте». Некоторые общины из-за противостояния прогрессивных и традиционных членов распались на две и даже три части, которые затем примкнули к соответствующему течению.

### После 1871 года

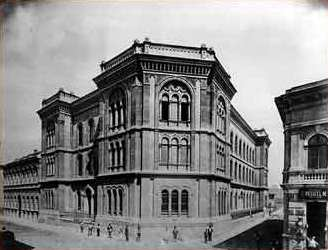
Будапештский университет еврейских исследований (раввинская семинария) в 1902 году.

Руководство Бюро стремилось свести к минимуму разногласия с ортодоксами и, в частности, опровергнуть заявления последних, что неология представляет собой отдельную религию. Венгерское правительство согласилось с такой трактовкой, признав в трех общинных организациях «течения» (венг. irányzat) в рамках одного «вероисповедания» (венг. vallásfelekezet). В вопросах веры и религиозных практик руководство неологов придерживалось осторожной линии. Леопольд Лёв, который в 1860-х годах становился все более независимым, склонялся к позициям Гейгера и даже бойкотировал Конгресс, демонстрируя симпатию к ортодоксии и оттолкнув от себя светский истеблишмент Бюро.
В 1877 году по образцу семинарии в Бреслау был основан Будапештский университет еврейских исследований, выпускниками которой стало значительное большинство раввинов, служивших в неологических общинах. Ведущими деятелями в первые годы её существования стали Мозес Лёб Блох, Давид Кауфман и Вильгельм Бахер. К выдающимся раввинским авторитетам неологии относят также Иммануэля Лёва из Сегеда — сына Леопольда Лёва — который был одним из двух раввинов, наряду с ортодоксом Коппелем Рейхом, занимавших постоянное место в верхней палате венгерского парламента.

#### Религиозные воззрения
По мнению Юды Швейцера, раввины-неологи были довольно консервативны, однако имели мало влияния на членов входивших в Бюро общин, склонных к полной ассимиляции или, по крайней мере, религиозной свободе. Хотя в синагогах были введены органы, на которых в субботу играли неевреи, а также смешанные хоры, литургия продолжала оставаться традиционной: лишь немногие общины отменили «Кол нидрей» и «Ав ха-Рахамим». Раввины также противились смешанным бракам, которые стали возможны в Венгрии в 1896 году после разрешения гражданских союзов, и проводили браки и разводы согласно традиционным правилам. Во время Второй мировой войны, когда правительство под предлогом защиты прав животных запретило ритуальный убой скота, неологический раввинат отказался разрешать применение электрического шока, заявив, что процедура не соответствует кашруту.
В написанной в 1907 году истории реформистского движения Дэвид Филипсон утверждает, что различные течения венгерского еврейства «с религиозной точки зрения стоят на практически одинаковых позициях. Религиозная реформа в том виде, в каком она была задумана в Германии и воплощена в Соединенных Штатах Америки, там неизвестна». В 1911 году ежегодник Центральной конференции американских раввинов с разочарованием отмечал: «В сегедских и будапештских реформистских синагогах нет смешанных хоров, нет семейных мест, нет молитв без головного убора и даже не проводят бар- и бат-мицву для мальчиков и девочек. Что касается содержания молитв, они те же, что у ортодоксов». В 1873 году бар-мицву Теодора Герцля семья была вынуждена провести дома, а не в синагоге на улице Дохань.
Единственным венгерским раввином, который в последующие десятилетия внедрил некоторые предложенные Гейгером изменения ритуала, был Эде Нойман, служивший в Надьканиже с 1883 по 1918 год. Другая попытка более радикальных инноваций была предпринята светским евреем из Пешта Эрнё Наменьи, основавшим в начале 1930-х годов Религиозное общество Исайи (венг. Ézsaiás Vallásos Társaság), которое проводило в частных домах службы по образцу группы Эйнхорна 1848 года, включая молитвы на венгерском. Местная община не позволила им создать официальную организацию.
В 1932 году Будапешт от имени Всемирного союз прогрессивного иудаизма посетила Лили Монтагю. Она встретилась с рядом светских лидеров, но ни с одним раввином-неологом. Как пишет Рафаэль Патаи, они «все были консерваторами и поэтому принципиальными противниками либерального и реформистского иудаизма».

#### Демография
В 1896 году с неологическим Бюро было связано 539 общин, 179 из которых было «материнскими», а остальные — меньшими, находившимися у них в подчинении. В 1944 году перед депортацией в лагеря смерти на территории Венгрии в границах, определённых Трианонским договором, действовало 167 таких синагог — преимущественно в экономически развитых областях на севере и западе страны.
Оплотом неологии оставался Пешт: в 1880 году соответствующая община насчитывала там около 64 000 человек (по сравнению с несколькими тысячами ортодоксов) из 238 947 по всей стране, в 1930 году — 172 933 членов (59,2 % общей численности общин, входивших в Бюро). Это вызывало напряженность между общенациональным руководством Бюро и будапештской общиной, в которой практически полностью доминировали политики-неологи. В 1932 году после сильного сопротивления председатель пештской общины Шаму Штерн был избран председателем Бюро, объединив оба поста.
В течение истории последователи этого течения были более зажиточными, урбанизированными и интегрированными по сравнению с ортодоксами и имели больший политический вес. Они лоббировали государственное признание иудаизма с соответствующим финансированием (1890-е годы), членство верховных раввинов в верхней палате парламента (1920-е) и кампанию против антисемитизма (1930-е).
В таблице показано распределение венгерских евреев по религиозным общинам (после 1920 — на территории по итогам Трианонского договора).
| Год  | Неологи          | Ортодоксы        | Статус-кво     | Венгерские евреи (всего) |
| ---- | ---------------- | ---------------- | -------------- | ------------------------ |
| 1880 | 238 947 (38,2 %) | 350 456 (56,1 %) | 35 334 (5,7 %) | 624 737                  |
| 1910 | 392 063 (43,1 %) | 472 373 (51,9 %) | 45 155 (5,0 %) | 909 591                  |
| 1920 | 300 026 (63,4 %) | 146 192 (30,9 %) | 27 092 (5,7 %) | 473 310                  |
| 1930 | 292 155 (65,7 %) | 134 972 (30,4 %) | 17 440 (3,9 %) | 444 567                  |
| 1944 | 269 034 (62,1 %) | 156 418 (36,1 %) | 7 653 (1,8 %)  | 433 105                  |
| 1948 | 106 130 (79,3 %) | 23 451 (17,5 %)  | 4 281 (3,2 %)  | 133 862                  |

##### В сопредельных странах
Юридическое и фактическое разделение общин венгерских евреев сохранилось и на территориях, отделенных от Венгрии в 1920 году. В Словакии и Закарпатье 29 общин неологов и 31 община «статус-кво» в 1926 году объединились в единую федерацию (с 1928 — «Ешурун»). В Югославии 70 неологических общин вместе с 30 сефардскими образовали в 1919 году Федерацию еврейских религиозных общин (серб. «Савез јеврејских вероисповедних општина»); двенадцать ортодоксальных общин отказалось присоединиться к организации и образовало собственный союз. В Румынии 23 общины неологов и 7 из 11 местных общин «статус-кво» объединились в «Союз западного обряда Трансильвании и Баната». В Бургенланде в 1922 году неологическая община Рехница стала единственной, не вступившей в созданную тогда Ассоциацию автономных ортодоксальных общин.

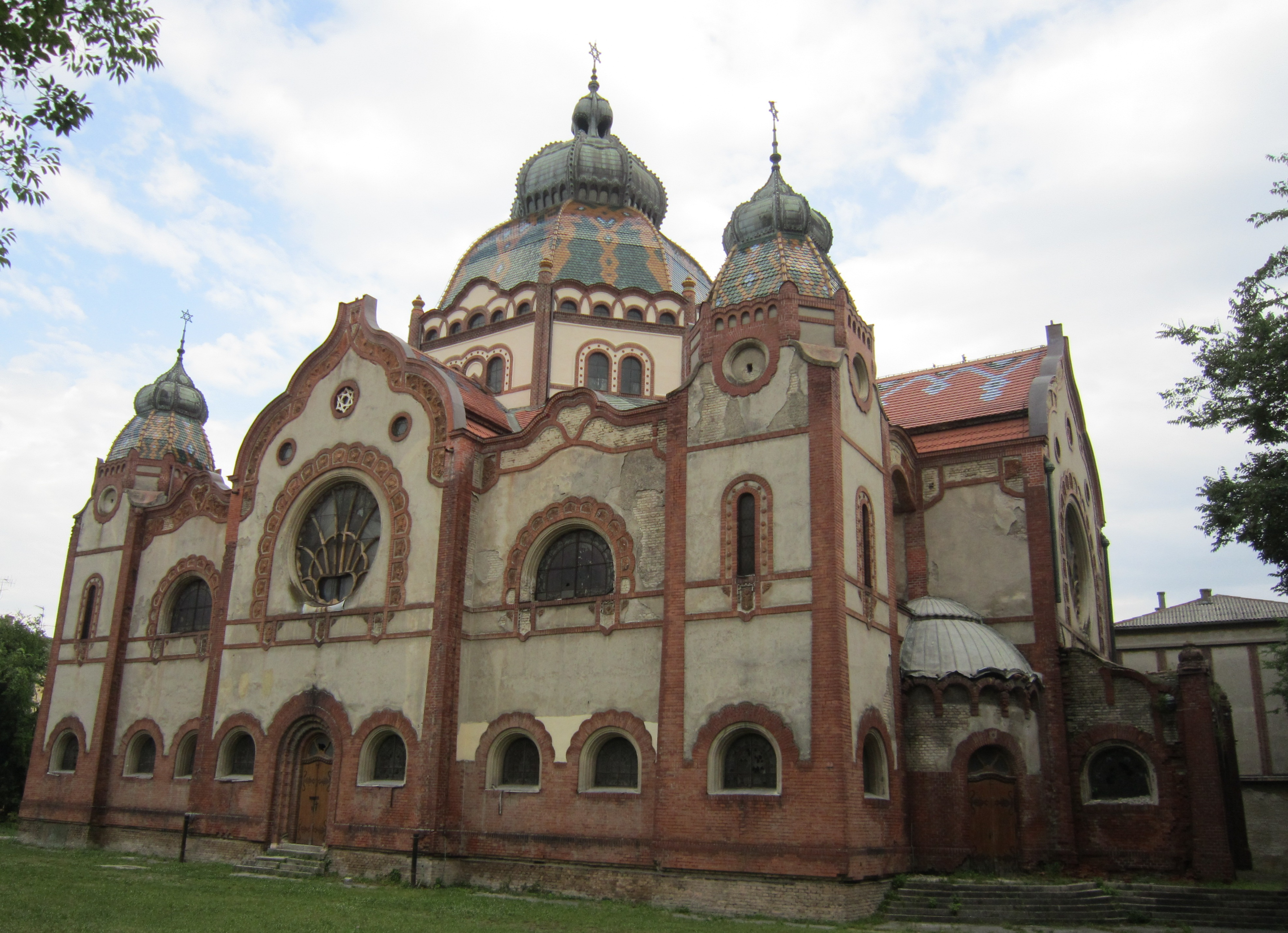
Синагога в Суботице, Сербия
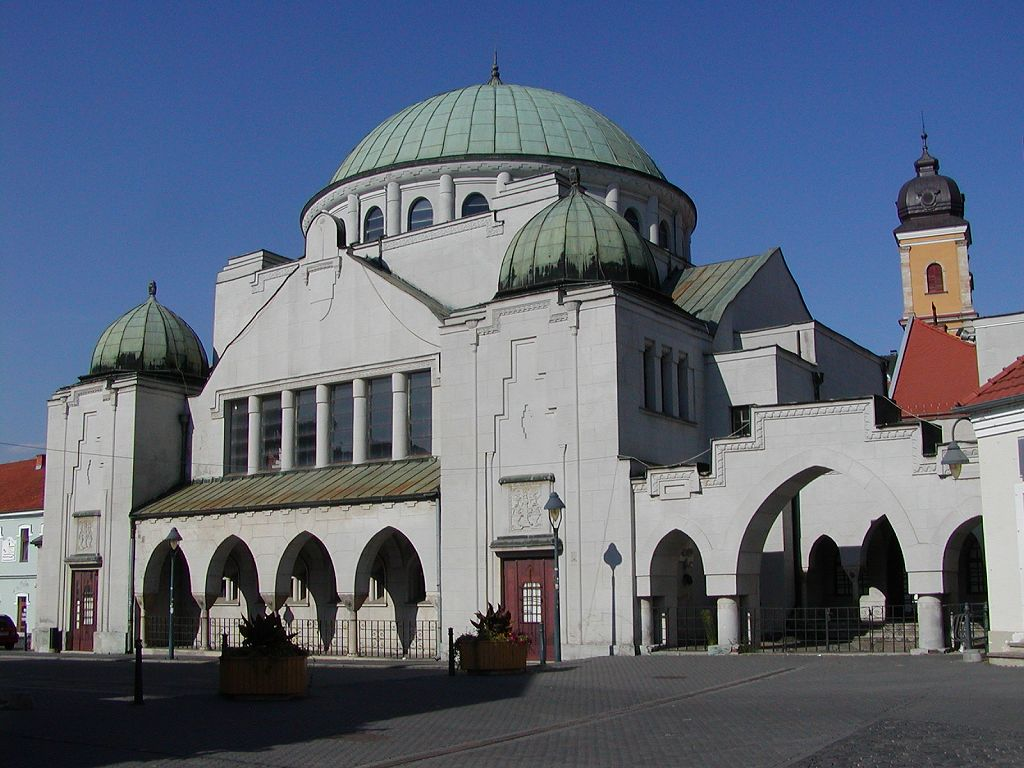
Синагога в Тренчине, Словакия.
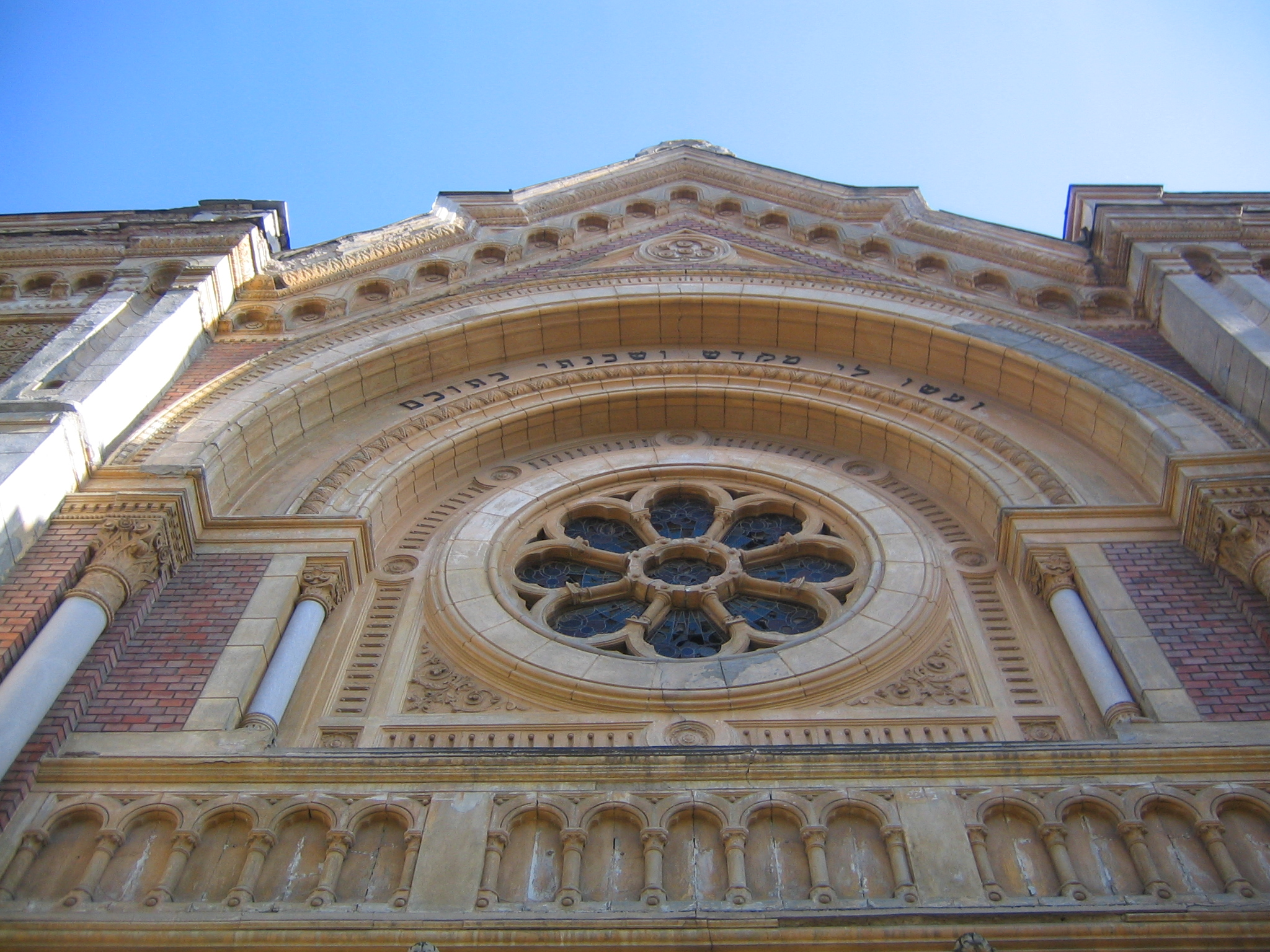
Новая синагога в Тимишоаре, Румыния.

### Новейшая история
Во время Холокоста большинство венгерских евреев было уничтожено. В Венгерской Народной Республике общинные организации слились в Национальную депутацию венгерских евреев (венг. MIOK). Будапештская семинария осталась единственным местом подготовки раввинов в социалистических странах — наиболее видным представителем неологии того периода был её директор раввин Шандор Шайбер. После эмиграции практических всех ортодоксов неологи начали составлять значительное большинство. В 1989 году была основана объединённая Федерация еврейских общин (венг. MAZSIHISZ), которая стала де-факто неологической после отделения в 1994 году небольшого ортодоксального меньшинства. На 2011 год на территории Венгрии действовало 42 синагоги, связанные с движением. Из 6 920 евреев, решивших перечислить часть дохода одному из течений, 5 263 выбрало неологов.
Представители консервативного иудаизма считают неологический иудаизм братским, но отдельным «неортодоксальным галахическим движением».